# Стеван Баљошевић (лекар)
Стеван Баљошевић (Ораховац, 22. август 1938 — Крушевац, 17. јануар 2021) био је српски лекар, специјалиста инфектологије, универзитетски професор и истакнути здравствени радник. Обављао је највише функције у здравству Косова и Метохије, Србије и Југославије, укључујући директора Клиничко болничког центра у Приштини, ректора Приштинског универзитета и председника Југословенске комисије за сарадњу са УНИЦЕФ-ом.

## Биографија
Стеван Баљошевић је рођен 22. августа 1938. године у Ораховцу. Основну школу и гимназију завршио је са одличним успехом у Приштини. Године 1957/1958. уписао је Медицински факултет Универзитета у Београду, где је дипломирао 1963. године.
Након дипломирања, радио је у Општој болници у Приштини, на Инфективном одељењу. Специјалистички испит из инфективних болести положио је 1969. године на Клиници за инфективне болести у Београду. Убрзо је постао начелник Одељења за инфективне болести гастроинтестиналног тракта (1975–2000), а 1976. године и директор Инфективне клинике Клиничко-болничког центра у Приштини, на којој је функцији остао до 2003. године. Од 1993. до 1998. године био је и директор Клиничког-болничког центра у Приштини. За време његовог руковођења, Клиника је стекла висок професионални углед и обучила велики број специјалиста.
Године 1975. одбранио је докторску дисертацију под насловом „Клиничко-епидемиолошки аспекти трбушног тифуса после велике хидричне епидемије у Приштини 1962. године“ на Медицинском факултету Универзитета у Београду. Школске 1975/1976. године провео је на усавршавању у Паризу, у болници Claude Bernard, где је одбранио другу докторску тезу под насловом „Etude du trois cas de deficit imunoglobuline congenital“ и стекао звање асистента Медицинског факултета Bichat. Специјализацију из клиничке имунологије завршио је у Паризу 1975/76. године.
Од 1973. године обављао је теоријску и практичну наставу на Медицинском и Стоматолошком факултету Универзитета у Приштини, а потом у Крушевцу и Косовској Митровици, где је 1999. године измештен Универзитет из Приштине. Био је ментор у изради 11 магистарских радова и 10 докторских дисертација, који су успешно одбрањени на Медицинском и Стоматолошком факултету у Приштини.
Поред професионалних обавеза, обављао је и значајне административне функције:
- продекан за наставу Медицинског факултета у Приштини (1976–1983)
- ректор Универзитета у Приштини (1988–1989)
- секретар за здравље Косова и Метохије
- председник Југословенске комисије за сарадњу са UNICEF-ом (1984–1988)

### Лични живот
Стеван Баљошевић је био ожењен и имао је двоје деце – сина Ивана Баљошевића, специјалисту оториноларингологије, и ћерку Биљану, професорку физике, и унуке. Преминуо је 17. јануара 2021. године у Крушевцу. Сахрањен је 21. јануара исте године.

## Научни радови и чланство у организацијама
Професор Баљошевић је написао, представио и објавио између 127 и 138 стручних и научних радова на стручним састанцима, симпозијумима и конгресима у земљи и иностранству.
Био је члан Инфектолошког друштва француског језика и Балканске медицинске уније, генерални секретар Друштва лекара Косова и Метохије, члан Управног одбора Српског лекарског друштва, Савеза лекарских друштава Југославије и Балканске медицинске уније, као и председник Удружења приватних лекара и стоматолога Расинског округа. За ванредног члана Академије медицинских наука Српског лекарског друштва изабран је 1985, а за редовног 1988. године. Био је и члан председништва истоимене Академије.

### Рад у УНИЦЕФ-у
Као председник Југословенске комисије за сарадњу са УНИЦЕФ-ом, од 1984. до 1988. године, професор Баљошевић је заступао хуманитарне циљеве ове светске организације. Афирмисао је став о општој примени вакцинације против заразних болести, на основу југословенских искустава, што је донело значајна признања СФРЈ, СРЈ и Србији на скупштинама УНИЦЕФ-а у Њујорку, Паризу, Женеви и Риму.

## Награде и признања
За свој рад, професор Баљошевић је добио бројна признања, укључујући:
- Захвалницу, Диплому и Повељу Српског лекарског друштва
- Награду за животно дело Српског лекарског друштва (2009)
- Медаљу италијанског УНИЦЕФ-а
- Плакету југословенског УНИЦЕФ-а
- Плакету Савеза лекарских друштава Југославије
- Октобарску награду Града Приштине
- Видовданско признање Универзитета у Приштини
- Орден рада СФРЈ
- Орден заслуга за народ СФРЈ